# Anthracothorax veraguensis
Anthracothorax veraguensis là một loài chim trong họ Trochilidae.